# Francis Leclerc
Pour les articles homonymes, voir Leclerc.
Francis Leclerc est un réalisateur québécois, né à Québec en 1971. Il est le fils du chanteur Félix Leclerc.

## Biographie
Il connaît une brillante carrière de réalisateur de vidéoclips avant de tourner un premier long métrage en 2001, Une jeune fille à la fenêtre. Le film, un drame psychologique se déroulant dans le Québec des années 1920, met en vedette Fanny Mallette, qui tient là son premier rôle principal au cinéma. On note également une brève participation de la chanteuse Diane Dufresne dans une rare incursion cinématographique. Le film est présenté en première mondiale au Festival des films du monde avant de valoir à Fanny Mallette une nomination pour le Jutra de la meilleure actrice.
Francis Leclerc récidive en 2004 avec Mémoires affectives, avec Roy Dupuis dans le rôle d'un vétérinaire victime d'amnésie à la suite d'un accident. Le film, dont le ton et le style est assez éloigné de celui du film précédent, remporte un succès critique, confirmé par la remise du Jutra du meilleur film ainsi que de trois prix Genie.
De concert avec Lyne Charlebois, Francis Leclerc signe également la réalisation quelques épisodes de la première saison de la série télé Nos étés, diffusée sur le réseau TVA au printemps 2005. L'année suivante, il coréalise avec Yves Simoneau un télé-film sur Marie-Antoinette scénarisé par Jean-Claude Carrière et dans lequel Karine Vanasse interprète le rôle-titre.
Il effectue un retour au cinéma en 2008 avec Un été sans point ni coup sûr, une comédie dramatique se déroulant au cours des années 1960 et mettant en vedette Patrice Robitaille, Jacinthe Laguë, Roy Dupuis et le jeune
Pier-Luc Funk.
Francis Leclerc se tourne à nouveau vers la télévision en réalisant Apparences, une télé-série de 10 heures écrite par le dramaturge Serge Boucher et diffusée en 2012. La série, centrée sur la relation entre deux jumelles dont l'une disparait mystérieusement, connait un réel succès tant critique que populaire. Francis Leclerc signe également la deuxième saison de la série fantastique Les Rescapés, scénarisée par Frédéric Ouellet.
En 2013, il présente Mon meilleur ami, une télé-série en cinq épisodes décrivant l'amitié entre deux hommes dont l'un, interprété par Claude Legault, devient paraplégique. C'est aussi Francis Leclerc qui réalise les trois premières saisons de la populaire série humoristique Les Beaux Malaises, conçue par l'humoriste Martin Matte qui y tient le rôle d'un personnage qui lui ressemble. La série est diffusée de 2014 à 2016 et suscite un réel engouement tant de la critique que du public. Leclerc change de registre avec sa série suivante, Marche à l'ombre, une œuvre au ton très réaliste centrée sur les agents et les détenus d'une maison de transition. La diffusion de la série débute en automne 2015 et s'échelonne sur trois saisons.
Francis Leclerc effectue un retour au cinéma en 2017 avec le film Pieds nus dans l'aube, adaptation du récit autobiographique écrit par son père et évoquant ses jeunes années. En plus de réaliser le film, Francis Leclerc en signe le scénario avec le conteur Fred Pellerin.
Leclerc fait à nouveau équipe avec Pellerin pour son film suivant, alors qu'il porte à l'écran un récit du conteur : L'Arracheuse de temps. Troisième long métrage inspiré de l’univers particulier de Pellerin, le film est lancé à l'automne 2021.
En 2023, Francis Leclerc sort un nouveau film en tant que réalisateur Le plongeur. Ce film a été adapté du livre du même nom de l'auteur Stéphane Larue.
En 2024, il est membre du jury "Visages de la francophonie" du festival de films francophones CINEMANIA.

## Filmographie

### Au cinéma
- 2001 : Une jeune fille à la fenêtre : réalisateur, scénariste
- 2003 : Une éclaircie sur le fleuve : monteur
- 2004 : Mémoires affectives : réalisateur, scénariste
- 2008 : Un été sans point ni coup sûr : réalisateur
- 2011 : Trotteur (court métrage) : réalisateur
- 2017 : Pieds nus dans l'aube : réalisateur et scénariste[3]
- 2021 : L'Arracheuse de temps : réalisateur (scénario de Fred Pellerin)[4]
- 2023 : Le Plongeur : réalisateur et scénariste

### À la télévision
- 2005 - 2008 : Nos étés (segment 1915), série télévisée québécoise : réalisateur
- 2006 : Marie-Antoinette, téléfilm franco-canadien : réalisateur (avec Yves Simoneau)
- 2012 : Apparences, série télévisée québécoise, scénario de Serge Boucher : réalisateur
- 2014 - 2017 : Les Beaux Malaises, série télévisée québécoise : réalisateur
- depuis 2019 : 5e rang (saison 1), série télévisée québécoise : co-réalisateur

## Distinctions

### Récompenses

#### Prix Génie
- 2005 : Meilleure réalisation : Francis Leclerc pour Mémoires affectives
- 2005 : Meilleur scénario original : Marcel Beaulieu et Francis Leclerc pour Mémoires affectives

#### Prix Jutra
- 2005 : Meilleure réalisation : Francis Leclerc pour Mémoires affectives

### Nominations
- 2001 : Grand prix des Amériques au Festival des films du monde de Montréal pour Une jeune fille à la fenêtre
- 2005 : Prix Jutra : Meilleur scénario : Marcel Beaulieu et Francis Leclerc pour Mémoires affectives